# Petrus IV. Emons
Petrus Emons (* 1689 im belgischen Raeren bei Eupen; † 18. März 1751 in Marienstatt oder in Arienheller) war der 42. Abt der Abtei Marienstatt. Seine Amtszeit ging von 1735 bis 1751. 

## Leben und Wirken
Petrus Emons legte 1707 seine Profess in der Abtei Marienstatt ab, Tonsur und minores erhielt er am 19. September 1710. Am 24. September 1712 wurde er zum Subdiakon geweiht. Ein Jahr später fand am 23. September 1713 die Weihe zum Priester statt. Es ist belegt, dass er 1731 Novizenmeister und 1733 Zellerar der Abtei wurde. 
Zum Abt wurde er 1735 gewählt. Während seiner Zeit als Abt wurde die Marienstatter Kirche im spätbarocken Stil neu erbaut. Auch die Einweihung 1747 fiel noch in seine Amtszeit. Ebenfalls wurde in seiner Amtszeit das schmiedeeiserne Geländer an der Dormitoriumstreppe wie auch das Pfortenhaus fertiggestellt. 
Am 10. September 1750 wurde ihm auf seinen Wunsch ein Koadjutor zur Seite gestellt. Wenig später, am 18. März 1751, verstarb Abt Petrus auf dem Klosterhof in Arienheller. Emons wurde in der Kirche des Zisterzienserinnenklosters Sankt Katharinen bei Linz beigesetzt. Andere Quellen sagen, dass sich im Kapitelsaal der Abtei Marienstatt ein kunstvoll gestalteter Grabstein befände.